# عملية الموجة العارمة الثانية
عملية الموجة العارمة الثانية هي عملية عسكرية للتحالف الذي تقوده الولايات المتحدة بدأت في 21 أكتوبر 2015 أو حوالي 21 أكتوبر 2015 ضد نقل النفط ومنشآت التكرير والتوزيع والبنية التحتية تحت سيطرة تنظيم الدولة الإسلامية (داعش). وتشمل الأهداف شاحنات النقل، التي يديرها وسطاء، والتي كانت في السابق لا تستهدف عادة.

## أهمية النفط والأهداف
النفط هو أكبر مصدر لتمويل تنظيم الدولة الإسلامية في العراق والشام، وهو ما يمثل نحو نصف دخل هذه الجماعة. واعتبارا من نوفمبر 2015، سيطر تنظيم الدولة الإسلامية في العراق والشام على جميع إنتاج سوريا من النفط تقريبا، وكذلك على حقل نفطي واحد في العراق.
في حين أن منشآت إنتاج النفط وتكريره قد تعرضت للقصف من قبل، فإن تنظيم الدولة الإسلامية في العراق والشام قد تمكن من إصلاح الضرر بسرعة. وحصلت الغارة التي شنتها الولايات المتحدة في مايو 2015 وقتلت أبو سياف، «أمير» إنتاج النفط في تنظيم الدولة الإسلامية في العراق والشام، على وثائق مستفيضة عن أعمال إنتاج وتشغيل النفط في تنظيم الدولة الإسلامية في العراق والشام. وقد أدى ذلك إلى تركيز الجهود على إلحاق الضرر الذي يتطلب أجزاء يصعب الوصول إليها أو يصعب إصلاحه بسرعة.
نشر البنتاغون شريط فيديو يظهر استخدام طائرات إيه-10 وإيه سي-13 في هجوم واحد ضد شاحنات النفط.
ذكرت صحيفة نيويورك تايمز أن رسالة بالبريد الإلكتروني من المتحدث باسم الجيش الأميركي العقيد ستيفن هـ. وارن قال: «إننا نعتزم إغلاقه كله». ويتمثل أحد الأهداف في تخفيض الإيرادات النفطية لتنظيم الدولة الإسلامية في العراق والشام بنسبة الثلثين.
بحلول أواخر ديسمبر 2015، أعلن العقيد ستيف وارن أن الضربات الجوية التي شنها التحالف الذي تقوده الولايات المتحدة دمرت ما نسبته 90 في المائة من إنتاج النفط في تنظيم الدولة الإسلامية في العراق والشام، منذ بداية عملية الموجة العارمة الثانية. وقال البنتاغون إن طائرات التحالف دمرت نحو 400 ناقلة.
في 2 أبريل 2016، ذكرت صحيفة واشنطن بوست أن أكثر من 200 ضربة جوية ضد آبار النفط والمصافي وخطوط الأنابيب والشاحنات. وقال مسؤولون أمريكيون إنه منذ بداية الحملة انخفض إنتاج الدولة الإسلامية من النفط وفقد القدرة على التكرير وسهولة الوصول إلى المتعاملين في السوق السوداء في سوريا وجنوب تركيا.
في 7 أغسطس 2016، دمرت طائرات «متعددة» تابعة للتحالف نحو 83 ناقلة نفط تستخدمها الدولة الإسلامية بالقرب من البوكمال. ولم يتضح على الفور ما إذا كان قد تم تحذير السائقين من ناقلات النفط في الغارات التي شنتها يوم الأحد.

## تجنب سقوط ضحايا من المدنيين
قبل عملية الموجة العارمة الثانية، تم بصورة عامة تجنب الهجمات على نقل النفط بسبب أثرها على السكان المدنيين وإمكانية قتل سائقي الشاحنات المدنيين. ولتجنب قتل سائقي الشاحنات المدنيين، فإن الولايات المتحدة وحلفائها يقومون عمليات انتقال منخفضة بالطائرات، وبإسقاط منشورات تحذيرية، وإطلاق طلقات تحذيرية. وحتى مع قواعد الاشتباك الجديدة، لا تزال الهجمات على المصافي المؤقتة، التي يديرها المدنيون، محظورة. وما زالت الولايات المتحدة تحاول تجنب كارثة بيئية أيضا.